# Величко Сергій Вадимович
Сергій Вадимович Величко (30 січня 1871 — 1947) — офіцер Російської імператорської армії, громадський діяч, депутат Державної думи Російської імперії IV скликання від Полтавської губернії.

## Життєпис
Народився 30 січня 1871 року. За походженням — українець. Походив із дворянського роду Московської губернії. Батько — Вадим Кирилович Величко, мати — Клавдія Іванівна Живаго. Мав братів Валеріана та Юрія й сестер Марію, Зою та Наталію.
1890 року закінчив фізико-математичний факультет Московського університету. Після цього вступив на службу до лейбгвардії Кірасирського полку як однорічний охотник; з 1891 року — унтерофіцер. Склав офіцерський іспит при Павлівському військовому училищі. Із липня 1892 року — естандарт-юнкер, із серпня — корнет. У 1895—1896 роках слухав лекції Миколаївської академії Генерального штабу. 1896 року отримав звання прапорщика.
1898 року призначений почесним мировим суддею Лубенського повіту Полтавської губернії. З 1902 року був земським начальником 4-ї ділянки Лубенського повіту та головував у Лубенській повітовій губернській управі. У 1909—1912 роках був членом Полтавської губернської землеупорядної комісії. Володів 240 десятинами землі та нерухомістю та 15 тисяч рублів. Мав чин колезького радника.
19 жовтня 1912 року обраний депутатом Державної думи Російської імперії IV скликання від Полтавської губернії. У першій сесії працював у фракції октябристів, у другій — земців-октябристів. Працював у комісіях з Наказу, земельній (заступник голови в четвертій сесії), у справах православної церкви, у справах віросповідання, для розгляду законопроєктів про заміну сервітутів у Варшавському генерал-губернаторстві та Холмській губернії, для розгляду законопроєктів про зобов'язальне право, з військових та морських справ, з робітничого питання (секретар з 2 грудня 1916), з місцевого самоврядування.
У серпні 1915 року відвідав фронт Першої світової війни.
Після Лютневої революції 1917 року виконував розпорядження Тимчасового комітету Державної думи. 1 квітня 1917 року призначений комісаром комітету та Тимчасового уряду у справах Дому піклування про душевнохворих імператора Олександра III.

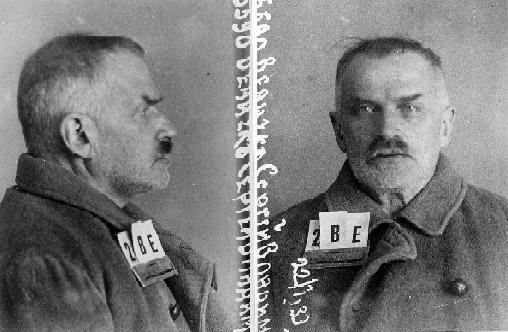
Фотографії 1933 року, додані до справи Сергія Величка, розпочатої радянською владою

1933 року був арештований радянською владою. Того ж року звільнений з ув'язнення.
Помер 1947 року.